# 10113 Alantitle
10113 Alantitle eller 1992 PX2 är en asteroid i huvudbältet som upptäcktes den 6 augusti 1992 av den amerikanske astronomen Henry E. Holt vid Palomarobservatoriet. Den är uppkallad efter den amerikanske fysikern Alan M. Title.